# Pipo (clown)
Gustave Joseph Sosman, connu sous le nom de scène de Pipo, est un clown belge né le 12 août 1901 à Ypres et mort le 31 juillet 1970 à Paris 10e. Issu d'une famille d'artistes de cirque, il construit un personnage de clown blanc qui deviendra une référence au fil des duos avec des augustes de renom comme Rhum, Béby ou Bario. L'un de ses deux fils, Philippe Sosman alias Pipo junior, est également un clown blanc reconnu.

## Biographie
Gustave Joseph Sosman est né en 1901 à Ypres (Belgique). Issu d'une famille d'artistes circassiens et de forains, il débute dans le métier dès 7 ans à Liège en occupant une fonction d'écuyer,,. Par la suite, il s'oriente rapidement vers les rôles de clown. Sa formation lui permet de tenir les deux rôles typiques du clown blanc et de l'auguste. Toutefois, son style s'oriente rapidement vers le rôle du clown blanc. 
À partir des années 1940, il s'associe avec Rhum, le célèbre auguste du cirque Medrano,. Le duo comique rencontre un grand succès et devient une référence pour l'art clownesque. En 1953 et après la mort de son acolyte, il forme un nouveau duo à succès avec l'auguste Béby. Plus tard, il rencontre également le succès avec l'Auguste Bario.
En 1949, Gustave Joseph Sosman devient le père d'un petit Philippe. Celui-ci monte sur scène dès son plus jeune âge. Le plus souvent en clown blanc mais parfois en auguste, il réalise des duos avec son père sous le pseudonyme de Pipo junior. Suivant son père, il se forme à l'art clownesque et s'oriente vers une carrière de clown blanc bien qu'il puisse tenir un rôle d'auguste.
Il apparaît dans le film Yoyo de Pierre Étaix. Il y incarne un personnage de clown blanc.
Au début des années 1960, à la fin de sa carrière artistique, Gustave Joseph Sosman constatait le déclin de son métier de clown. Bien qu'il accorde une importance certaine à la tradition dans les familles circassiennes et qu'il apprécie son métier, il doutait des possibilités de carrière pour son fils Pipo junior et de la pérennité des clowns les années à venir.

« Notre métier est très joli, mais c'est fini je crois. »

— Gustave Joseph Sosman dit Pipo, Interview à la Radiodiffusion Télévision Française (1962)

## Art clownesque

### Style
Gustave Joseph Sosman appréciait profondément son métier ainsi que l'ensemble de l'univers clownesque. Le personnage de Pipo était celui d'un clown blanc, bien que Gustave Joseph pouvait également tenir un rôle d'auguste,. Ce choix de personnage est autant le fruit d'une décision personnelle que de caractéristiques de naissance. Ainsi, son physique et sa voix se prêtaient bien au rôle du clown blanc.
Outre la base blanche appliquée sur le visage, son maquillage facial était caractérisé par un unique trait noir horizontal au niveau de son sourcil droit.

### Réception critique et postérité
Pipo est un clown blanc reconnu, notamment pour ses duos à succès aux côtés des augustes Rhum, Béby ou Bario,. Son jeu a influencé le personnage du clown blanc et la dynamique des duos clownesques au cours du XXe siècle.
L'un de ses fils, Philippe Sosman, a suivi les traces de son père sous le pseudonyme de Pipo junior. Il a également rencontré un certain succès en tant que clown blanc dans des cirques comme chez les Grüss ou les Knie.